# Памятники Абаю Кунанбаеву

Памятники поэту Абаю Кунанбаеву установлены в ряде населённых пунктов Казахстана и других стран. Ниже приводится список скульптурных памятников.

## Список
В данной таблице памятники расположены в хронологическом порядке их установки.
| #  | Местоположение                                                                                           | Скульпторы, архитекторы | Дата установки      | Изображение |
| -- | --- | --- | ------------------- | ----------- |
| 1  | Казахстан, Алма-Ата Основная статья: Памятник Абаю (Алма-Ата)                                            | Скульптор Х. И. Наурызбаев, архитектор И. И. Белоцерковский                                                                      | 1960                |             |
| 2  | Казахстан, бывший совхоз Абай Егиндыбулакского района (ныне Казыбекбийский район) Карагандинской области | Скульптор П. Е. Куценко | 1968                |             |
| 3  | Казахстан, с. Карааул Абайского района Восточно-Казахстанской области                                    | Скульптор В. Ю. Рахманов | 1971                |             |
| 4  | Казахстан, Семипалатинск                                                                                 | Скульптор Д. Г. Элбакидзе, архитектор Шингарев                                                                                   | 1972                |             |
| 5  | Казахстан, город Абай Абайского района Карагандинской области                                            | | 1974; снесён в 2011 |             |
| 6  | Казахстан, Шымкент, у центрального входа в Парк им. Абая                                                 | | 1995                |             |
| 7  | Казахстан, Астана                                                                                        | Скульптор Т. Ермеков, архитектор Н. Айжанов                                                                                      | 2000                |             |
| 8  | Казахстан, Уральск                                                                                       | Скульптор Нурлан Далбай | 2002                |             |
| 9  | Казахстан, Байконур                                                                                      | | 2003                |             |
| 10 | Россия, Москва Основная статья: Памятник Абаю Кунанбаеву (Москва)                                        | Скульптор Марат Айнеков, архитектор Тимур Сулейменов                                                                             | 2006                |             |
| 11 | Казахстан, Караганда                                                                                     | Скульптор Аскар Нартов, художник Е. Шахиев                                                                                       | 2008                |             |
| 12 | Казахстан, Усть-Каменогорск                                                                              | Скульпторы Ескен Сергебаев и Бахытжан Абишев                                                                                     | 2009                |             |
| 13 | Иран, Тегеран, на аллее у входа в Национальную библиотеку                                                | | 2007                |             |
| 14 | Казахстан, Астана, напротив министерства туризма и спорта                                                | Скульптор Болат Досжанов | 2010                |             |
| 15 | Казахстан, Шахтинск, напротив акимата                                                                    | Скульптор Нурлан Далбай | 2011                |             |
| 16 | Узбекистан, Ташкент, напротив посольства Казахстана                                                      | Скульптор Нурлан Далбай, архитектор Расул Сатыбалдиев                                                                            | 2013                |             |
| 17 | Китай, Пекин                                                                                             | Скульптор Юань Сикунь | 2014                |             |
| 18 | Венгрия, Будапешт, Варошлигет                                                                            | | 2014                |             |
| 19 | Казахстан, Тараз                                                                                         | Скульптор Гайсин Евгений Ирданович                                                                                               | 2015                |             |
| 20 | Египет, Каир, парк «Свободы и дружбы»                                                                    | Скульптор Усама Аль-Серуи | 2016                |             |
| 21 | Казахстан, Жетысуская область, Талдыкорган, перед Драматическим Театром им. Б.Римовой                    | Скульптор Азмаганбетов Мирлан Сериккалиевич, архитектор Рустембеков Акмурза Исаевич, архитектор Джакипбаев Манарбек Абубакирович | 2023                |             |